# Fodina oriolus
Fodina oriolus là một loài bướm đêm trong họ Noctuidae.